# Silvia Koller (Malerin)

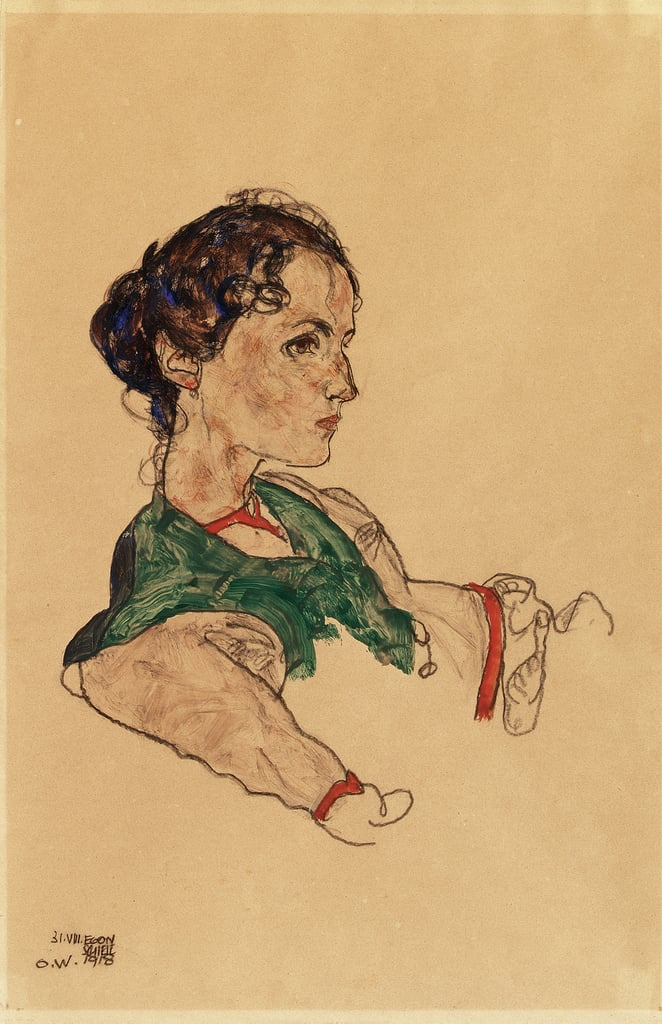
Silvia Koller (1918, Egon Schiele)

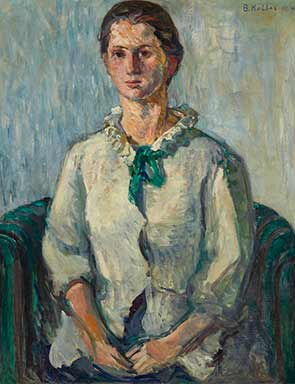
Silvia Koller, 1914 von ihrer Mutter Broncia Koller-Pinell porträtiert

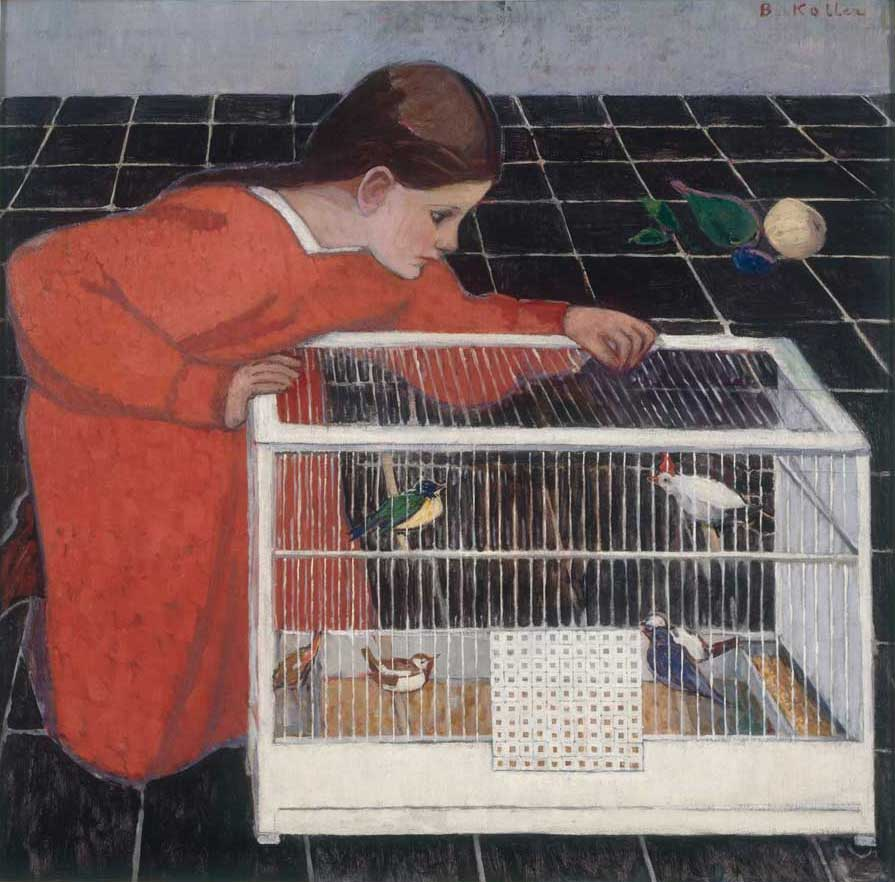
Silvia Koller mit Vogelkäfig (1907, Broncia Koller-Pinell)

Silvia Koller, auch Sylvia Koller (* 26. August 1898 in Nürnberg; † 23. September 1963 in Oberwaltersdorf), war eine österreichische Malerin.

## Leben
Silvia Koller kam 1898 als Tochter der österreichischen Malerin Broncia Koller-Pinell und deren Ehemann Hugo Koller in Nürnberg zur Welt. Dort arbeitete ihr Vater zu dieser Zeit in leitender Funktion für die Schuckertwerke. Das Paar hatte außerdem einen Sohn, den späteren Dirigenten Rupert Koller (1896–1976; kurzzeitig mit Anna Mahler verheiratet).
1903 zog die Familie nach Wien und im Jahr darauf nach Oberwaltersdorf in Niederösterreich, wo sich ein vom Großvater mütterlicherseits hinterlassenes Gut befand. Das Haus der Kollers entwickelte sich zu einem Treffpunkt für bildende Künstler, Musiker und Literaten. Koloman Moser, der zunächst von Broncia Koller-Pinell für Gestaltungsaufgaben auf dem Gut engagiert worden war, wurde zu einem Freund der Familie und Mentor für Silvia Koller.
Nachdem Silvia Koller einen Jugendkurs bei Franz Čižek absolviert hatte, studierte sie von 1914 bis 1918 an der Kunstgewerbeschule in Wien. Dort gehörten Koloman Moser, Adolf Boehm und Rudolf von Larisch zu ihren Lehrern. Zurück in Oberwaltersdorf erhielt sie Zeichenunterricht von Egon Schiele, der sich dort zu dieser Zeit zusammen mit seiner Ehefrau im Erholungsurlaub befand (und noch im gleichen Jahr in Wien starb). Koller beschrieb diese Erfahrung in einem Tagebuch, das später für die Egon-Schiele-Forschung Bedeutung erlangte. Von 1921 bis 1923 studierte sie an den Vereinigten Staatsschulen für freie und angewandte Kunst in Berlin bei Karl Hofer, der auch häufig zu Gast in Oberwaltersdorf war. 1924 reiste sie nach Genf, wo sie sich bei Alexandre Blanchet weiterbildete, und dann weiter nach Paris.
Nach Abschluss ihrer Studien wirkte Koller als Künstlerin in Wien. Sie war Mitglied der Kunstschau und der Wiener Frauenkunst, deren Ausstellungen sie ab 1927 beschickte. 1925 nahm sie an der Ausstellung des Bundes Österreichischer Künstler im Wiener Künstlerhaus teil.
Da ihre Mutter aus einer jüdischen Familie stammte, ist es wahrscheinlich, dass Silvia Koller nach dem „Anschluss“ Österreichs nicht mehr künstlerisch tätig sein durfte. 1937 kehrte sie zurück nach Oberwaltersdorf und pflegte ihren kranken verwitweten Vater. Sie war nicht mehr als Künstlerin aktiv, bis sie 1953 begann, an von Oskar Kokoschka geleiteten Kursen der Salzburger Sommerschule teilzunehmen. Aus der Zeit sind wieder Werke von ihr nachweisbar.
Silvia Koller blieb nach ihrer Kindheit in regem Austausch mit ihrer Mutter, mit der sie auch über Fragen der Kunst korrespondierte. In der Zwischenkriegszeit stellte sie deren wichtigsten künstlerischen Kontakt dar. 1961 organisierte sie die erste posthume Ausstellung des Werks von Broncia Koller-Pinell.
Silvia Koller stand nicht nur ihrer Mutter mehrfach Modell (u. a. 1903, 1907, 1914), sondern auch Egon Schiele (1918), Anton Faistauer, Felix Albrecht Harta (1956) und Florian Jakowitsch (datiert 1966).

## Werk
Silvia Koller malte hauptsächlich Landschaften, Veduten, Porträts, Stillleben und Tierdarstellungen. Als Schülerin von Karl Hofer ist ihr Schaffen stark durch den Stil der Neuen Sachlichkeit beeinflusst. Sie porträtierte Frauen der Wiener Gesellschaft und ihre Kinder, wobei sie die, häufig distanziert wirkenden, Modelle realistisch und ohne Beschönigung darstellt.
Ihre Werke befinden sich unter anderem in den Sammlungen des Lentos Kunstmuseums Linz, der Universität für angewandte Kunst Wien, des Museums Moderner Kunst Stiftung Ludwig Wien, der Österreichischen Galerie Belvedere, des Langenzersdorf Museums sowie in den Landessammlungen Niederösterreich.
Werke (Auswahl)
- Sitzende, Bleistift, 1915, 63 × 45 cm, Signatur rechts unten: „Koller 1915 b.M.“ (bei Moser), Lentos Kunstmuseum Linz
- Sitzende, Kohle, 1915, 63 × 45 cm, Signatur rechts unten: „Koller 1915“ b.M. (bei Moser), Lentos Kunstmuseum Linz
- Tischrunde, 1918, Mischtechnik auf Karton, 62,00 cm × 72,00 cm, Museum Moderner Kunst Stiftung Ludwig Wien[9]
- Blumenstöcke, 1922, 50,7 × 39,5 cm, rechts unten signiert und datiert: „S.Koller, Ober- / Waltersdorf 1922“, Landessammlungen Niederösterreich[10]
- Dame im roten Kleid, um 1922, Leinwand, 75 × 50 cm, Universität für angewandte Kunst Wien
- Bildnis Franz Becker, 1923, Leinwand, 90 × 68 cm, Universität für angewandte Kunst Wien
- Masken, um 1923, Kohle/Tempera auf Karton, 61 × 43 cm, Universität für angewandte Kunst Wien
- Opernloge, um 1923, Papier, 78 × 93 cm, Universität für angewandte Kunst Wien
- Arbeiterin, um 1923, Karton, 75 × 48,5 cm, Universität für angewandte Kunst Wien
- Stillleben mit Pflanzen, 1924, Leinwand, 87 × 64 cm, Universität für angewandte Kunst Wien
- Elefanten in der Manege, um 1924, Karton, 50 × 75 cm, Universität für angewandte Kunst Wien
- Mädchen mit Orange (Kinderbildnis), 1925, Öl auf Leinwand, 61 × 46 cm, Signatur rechts oben: „S. Koller 1925“, Lentos Kunstmuseum Linz
- Zwei sitzende Kinder, 1925, Farbkreide und Kohle, 42 × 37 cm, Signatur rechts unten: „S. Koller“, Lentos Kunstmuseum Linz
- Sitzendes Mädchen, 1926, Farbkreide und Kohle auf Papier, Lentos Kunstmuseum Linz
- Mädchenportrait, 1930, Öl auf Leinwand, 81 × 59 cm, Signatur rechts oben: S. Koller 1930, Lentos Kunstmuseum Linz
- Portrait einer Dame, 1930, Öl auf Karton, 72 × 54 cm, Lentos Kunstmuseum Linz
- Dame mit Schleier, ca. 1930, Öl auf Leinwand, 68 × 38 cm, Lentos Kunstmuseum Linz
- Der Bildhauer Charou porträtiert Broncia Koller, um 1930, Öl auf Leinwand, 54,5 × 44 cm, Langenzersdorf Museum, ausgestellt 2020 „Schätze der Moderne – 50 Jahre LEMU“[11]
- Portrait Rosemarie Koller, um 1930, Leinwand, 46 × 51 cm, Universität für angewandte Kunst Wien
- Blumengarten, 1933, Öl auf Leinwand, 59 × 81 cm, signiert und datiert links unten: „S. Koller / 1933“, Österreichische Galerie Belvedere (seit 1973 Dauerleihgabe Artothek des Bundes)[12]
- Broncia Koller auf dem Sterbebett, 1934, Leinwand, 73 × 54 cm, Universität für angewandte Kunst Wien
- Mädchen, Aquarell, 60,2 × 44,2 cm, links unten monogrammiert: „S.K.“, 1958, Lentos Kunstmuseum Linz
- Sitzender weiblicher Akt, Öl auf Leinwand, 89 × 69 cm, Lentos Kunstmuseum Linz
- Clown, Öl auf Karton, 45 × 42 cm, oben Mitte monogrammiert: „S.K.“, Lentos Kunstmuseum Linz
- Mutter mit Kind, Aquarell und Gouache auf Packpapier, 90 × 69,5 cm, Lentos Kunstmuseum Linz
- Junges Mädchen, Kohle auf dunkelgrauem Tonpapier, 63 × 50,5 cm, Lentos Kunstmuseum Linz

## Ausstellungen (Auswahl)
- 1925: VI. Kunstschau des Bundes Österreichischer Künstler, Wiener Künstlerhaus
- 1927, 1930, 1931, 1933, 1936: Wiener Frauenkunst
- 1931: Die schaffende Österreicherin, Secession, Wien
- 1935: Herbstausstellung Wiener Secession
- 2020: „Schätze der Moderne – 50 Jahre LEMU“, Langenzersdorf Museum